# Combretocarpus
Combretocarpus é um género botânico pertencente à família Anisophylleaceae.

## Espécies
- Combretocarpus motleyi
- Combretocarpus rotuodatus

1. ↑  «Combretocarpus — World Flora Online». www.worldfloraonline.org. Consultado em 19 de agosto de 2020